# Grille
O Grille (grilo em alemão) foi um obus autopropulsado utilizado pela Alemanha Nazista durante a Segunda Guerra Mundial.

## Desenvolvimento
Foi desenvolvido com base no chassi do blindado leve tcheco Panzer 38(t), que já era utilizado desde o começo da guerra pelos alemães. Para proteção, utilizava um escudo em forma de casa-mata, com uma blindagem frontal de 15 milímetros, suficiente para proteger a tripulação do fogo de armamento inimigo, mas como possuía um topo e uma traseira aberta, não protegia de impactos próximos de artilharia, morteiros, metralhadoras ou infantaria inimiga.
Como armamento primário, era equipado com o obus de 150 milímetros sIG 33, capaz de destruir fortificações como bunkers ou aglomeração de infantaria. Como armamento secundário, era equipado com uma metralhadora MG-34, para defesa contra infantaria inimiga.

## Serviço em combate
Era utilizado principalmente para apoiar formações de blindados de combate e a infantaria na frente ocidental como na frente oriental, fornecendo apoio de fogo enquanto os mesmos avançavam, numa tática de atirar e mudar de posição, a fim de não receber um contra-ataque.